# Gojek
PT Gojek Indonesia (стилізований як goȷek) — це індонезійська мультисервісна платформа та група цифрових платіжних технологій, розташована в Джакарті . Вперше Gojek було створено в Індонезії в 2009 році як кол-центр для зв’язку споживачів із послугами кур’єрської доставки та двоколісних перевезень. Gojek запустив свій додаток у 2015 році лише з чотирма сервісами: GoRide, GoSend, GoShop і GoFood. Сьогодні Gojek оцінюється в 10 мільярдів доларів США та є супердодатоком, який включає понад 20 послуг.  
Gojek працює в 5 країнах; Індонезія, В’єтнам, Сінгапур, Таїланд і Філіппіни (через придбання Coins.ph ).      Gojek є першою індонезійською компанією-єдинорогом , а також першою в країні компанією з виготовлення «декакорнів».  Це єдина компанія в Південно-Східній Азії, яка входить до списку Fortune 50 компаній, які змінили світ у 2017 та 2019 роках, займаючи 17 та 11 місця відповідно.  Станом на червень 2020 року він має близько 170 мільйонів користувачів по всьому регіонуПівденно-Східніої Азії. 